# Хайм, Рудольф

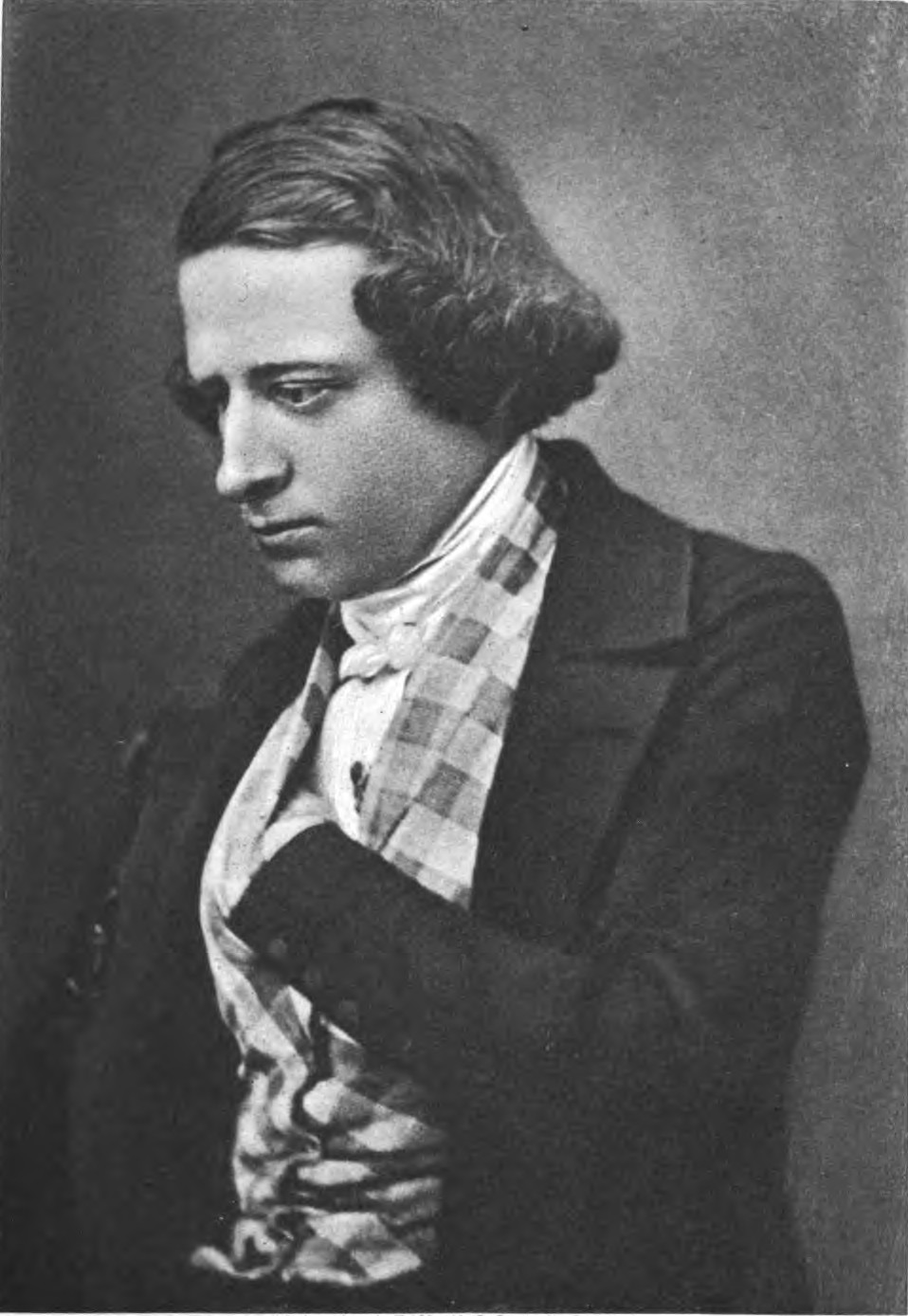
Рудольф Хайм

Рудольф Хайм (нем. Rudolph Haym; 5 октября 1821, Грюнберг, Провинция Силезия, Пруссия, Германский союз — 27 августа 1901, Санкт-Антон-ам-Арльберг, Тироль, Австро-Венгрия) — немецкий философ, историк и публицист. Отец дирижёра Ханса Хайма.

## Биография
В 1848 г. был членом германского национального собрания.
В 1858 г. основал «Preussische Jahrbücher» и редактировал их до 1864 г.
С 1860 г. профессор истории литературы в Галле, с 1866 г. член прусского сейма.